# ماركوس مونتجومري (لاعب كرة قاعدة)
ماركوس مونتجومري (بالإنجليزية: Monty Montgomery)‏ هو لاعب كرة قاعدة أمريكي، ولد في 1 سبتمبر 1946 في ألبيمارل في الولايات المتحدة.

## وصلات خارجية
- ماركوس مونتجومري على موقعبيزبول رفرنس.كوم (الدوري الرئيسي) (الإنجليزية)
- ماركوس مونتجومري على موقعبيزبول رفرنس.كوم (الدوري الثانوي) (الإنجليزية)